# Collonista
Collonista là một chi ốc biển, là động vật thân mềm chân bụng sống ở biển trong họ Colloniidae.

## Các loài
Các loài trong chi Collonista gồm có:
- Collonista amakusaensis Habe, 1960[2]
- Collonista costulosa (Sowerby II, 1886)[3]